# Phlyctaenopora bitorquis
Phlyctaenopora bitorquis är en svampdjursart som beskrevs av Topsent 1904. Phlyctaenopora bitorquis ingår i släktet Phlyctaenopora och familjen Mycalidae. Inga underarter finns listade i Catalogue of Life.